# C.J. Stroud
Coleridge Bernard Stroud IV, detto C.J. (Rancho Cucamonga, 25 luglio 2001), è un giocatore di football americano statunitense che milita nel ruolo di quarterback per gli Houston Texans della National Football League (NFL). Al college ha giocato per l'Università statale dell'Ohio. Fu selezionato come secondo assoluto al Draft NFL 2023.

## Primi anni
Stroud, originario di Rancho Cucamonga in California, cominciò a giocare a football nella locale Rancho Cucamonga High School. 
Nel suo ultimo anno alla scuola superiore, il 2019, Stroud lanciò per 3.878 yard e 47 touchdown venendo riconosciuto come uno dei migliori giocatori del campionato ed invitato all'All-American Bowl delle scuole superiori.

## Carriera universitaria
Nel 2020 Stroud iniziò a giocare per la Ohio State University con i Buckeyes che militano nella Big Ten Conference (B1G) della Divisione I della Football Bowl Subdivision (FBS) della NCAA.

### 2020
Stroud trascorse la sua prima stagione con i Buckeyes come riserva di Justin Fields. Quell'anno disputò un solo snap, in cui segnò un touchdown dopo una corsa da 48 yard.

### 2021

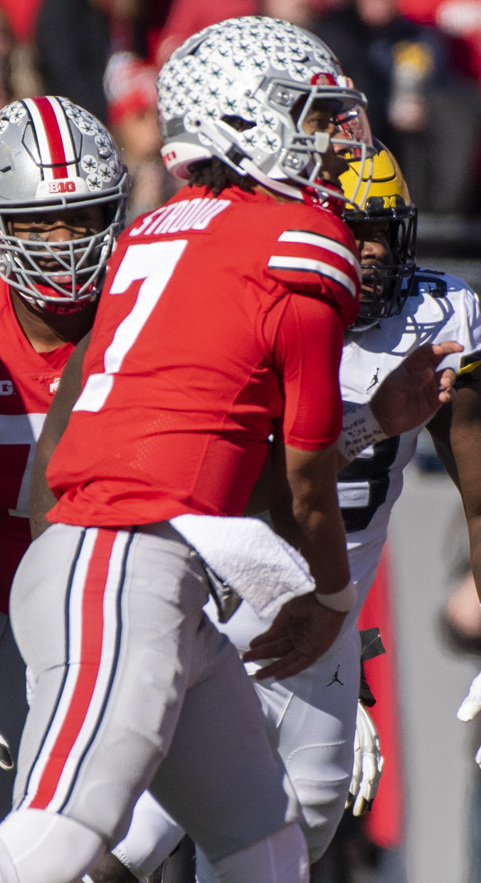
Stroud nel 2022

Stroud fu nominato titolare dopo che Fields si dichiarò eleggibile per il Draft NFL 2021. Nel 2021 scese in campo come partente in ogni partita dei Buckeyes a eccezione del secondo turno, per riposare la spalla infortunata la settimana precedente. A fine anno fu inserito nella formazione ideale della Big Ten Conference, nominato quarterback dell'anno della Big Ten, fu finalista del Davey O'Brien Award e dell'Heisman Trophy (perdendo in entrambi i casi a vantaggio di Bryce Young). Fu inoltre l'unico quarterback della storia di Ohio State a passare 5 touchdown contro avversari della Big Ten per quattro volte in una stagione. Guidò la squadra a un record di 10-2, con sconfitte contro Oregon e Michigan. Quest'ultima costò ai Buckeyes la possibilità di disputare la finale della Big Ten. Ohio State si rifece nel Rose Bowl rimontando uno svantaggio di 14 punti a Utah e andando a vincere per 48-45. Stroud superò i record di OSU e del Rose Bowl passando 573 yard. Inoltre i suoi sei touchdown passati pareggiarono il primato di Ohio State e stabilirono quello del Rose Bowl.

### 2022
Dopo la stagione di successo nel 2021, Stroud iniziò la stagione 2022 come il favorito per la vittoria dell'Heisman trophy. L'8 ottobre 2022 passò 6 touchdown contro Michigan State, stabilendo un record della Big Ten per gare con 6 touchdown passati in carriera (3) e superando Justin Fields al secondo posto nella classifica dei passaggi da touchdown in carriera a Ohio State. Stroud e i Buckeyes persero ancora contro Michigan nel loro incontro annuale per 45-23. Malgrado ciò riuscirono ad entrare nei College Football Playoff come quarta testa di serie. Pur giocando una partita di alto livello con 348 yard passate e 4 touchdown, Ohio perse contro Georgia futura campione NCAA nel Peach Bowl per 42-41. Stroud fu ancora finalista dell'Heisman trophy, dove si classificò terzo dietro a Caleb Williams e Max Duggan.
Il 16 gennaio 2023 Stroud annunciò che avrebbe rinunciato agli ultimi due anni di eleggibilità nel college football per passare tra i professionisti.

## Carriera professionistica
Stroud era considerato dagli analisti una delle prime scelte del Draft NFL 2023.
Il 27 aprile fu scelto come secondo assoluto dagli Houston Texans.
Stroud divenne così il quarterback nella storia dell'Università statale dell'Ohio ad essere selezionato più in alto in un draft NFL.

### Houston Texans
Il 24 luglio 2023 Stroud firmò il suo contratto da rookie con i Texans: un accordo quadriennale da 36,3 milioni di dollari, completamente garantiti, comprensivi di un bonus alla firma di 23,3 milioni e con un'opzione di rinnovo per un quinto anno.

#### Stagione 2023
Il 27 agosto 2023 Stroud fu nominato dal capo-allenatore dei Texans DeMeco Ryans quarterback titolare per la stagione, davanti a Davis Mills. Fu inoltre votato dagli altri giocatori come uno dei capitani della squadra.
Debuttò come professionista nella gara del primo turno persa contro i Baltimore Raverns in cui completó 28 passaggi su 44 per 248 yard. La settimana successiva passò i suoi primi due touchdown e con 384 yard passate stabilì un record NFL per un giocatore nelle prime due partite, con 626 yard, tuttavia i Texans persero con gli Indianapolis Colts. Nel terzo turno arrivò la prima vittoria contro i Jacksonville Jaguars in cui passò 280 yard e 2 touchdown nel 37-17 finale. Alla fine di settembre fu premiato come miglior rookie offensivo del mese in cui passò 4 touchdown, nessun intercetto ed ebbe una percentuale di completamento dei passaggi del 64,5.
Nel quarto turno, Stroud, contro l'arcigna difesa dei Pittsburgh Steelers, passò 306 yard e 2 touchdown, portando Houston alla seconda vittoria consecutiva. La settimana successiva stabilì un record NFL per passaggi consecutivi senza subire intercetti a inizio carriera, con 186, superando Dak Prescott (176) e Tom Brady (162) ma i Texans persero con gli Atlanta Falcons. La sua striscia si chiuse a 191 yard passate senza intercetti nella gara del sesto turno, la vittoria 20-13 contro i New Orleans Saints, partita in cui subì il primo intercetto in carriera, errore però che costò poco ai Texans che forzarono un fumble nella stessa azione e recuperano immediatamente il possesso della palla, andando poi a chiudere il drive con un passaggio da touchdown di Stroud che concluse la partita con 199 yard passate e 2 touchdown.
Nella vittoria del nono turno contro i Tampa Bay Buccaneers, Stroud batté il record NFL per un rookie precedentemente detenuto da Andrew Luck passando 470 yard e pareggiò quello per touchdown passati per una matricola con cinque. Per questa prestazione fu premiato come miglior giocatore offensivo della AFC della settimana, come quarterback della settimana e come rookie della settimana. Nel turno successivo si rifece di due fumble e del secondo intercetto stagionale guidando nel finale contro i Cincinnati Bengals il drive vincente concluso con un field goal, portando per la prima volta in stagione i Texans a un bilancio positivo di vittorie e sconfitte. Per la seconda gara di fila fu premiato come rookie della settimana. Alla fine di novembre fu premiato sia come giocatore offensivo della AFC del mese che come rookie offensivo del mese in cui Houston ebbe un record di 3-1 e passò oltre 300 yard in ogni partita.
Con 274 yard passate nella vittoria della settimana 13 sui Denver Broncos, Stroud giunse a quota 1.740 nelle ultime cinque gare, il massimo della storia per un rookie nell'arco di cinque partite. Sette giorni dopo fu costretto ad abbandonare la partita contro i New York Jets a metà dell'ultimo quarto di gioco per una sospetta commozione cerebrale. Il giorno successivo alla gara il capo-allenatore Ryans informó che Stroud aveva subito effettivamente una commozione cerebrale ed era stato inserito nell'apposito protocollo di controllo previsto dalla lega. A causa di questo infortunio fu costretto a saltare le successive due partite, tornando disponibile per la gara del diciassettesimo turno, lo scontro con i rivali di division dei Tennessee Titans. In gara Stroud guidò i Texans alla vittoria per 26 a 3 lanciando per 213 yard e un touchdown. Nell'ultimo turno la squadra centrò la qualificazione ai playoff battendo i Colts, dopo avere vinto solo tre gare nella stagione precedente. Con la sconfitta dei Jaguars il giorno successivo, Houston si aggiudicò anche il titolo di division. Nell'ultima partita Stroud passò 264 yard e 2 touchdown, venendo premiato per la seconda volta come giocatore offensivo della AFC della settimana e per la terza volta come rookie della settimana. La sua prima stagione regolare si chiuse diventando il quinto quarterback rookie della storia a superare le 4.000 yard passate, con 4.108, con 23 passaggi da touchdown, 5 intercetti, 3 touchdown su corsa e un passer rating di 100,8 e le sue 273,9 yard passate a partita furono il miglior risultato della NFL. La Pro Football Writers of America premiò la stagione di Stroud assegnandogli i riconoscimenti sia di rookie dell'anno che di rookie offensivo dell'anno e inserendolo nella formazione ideale dei rookie.
Stroud esordí nei play-off il 13 gennaio 2024, nella gara del turno delle Wild-Card vinta 45-14 contro i Cleveland Browns, in cui lanciò per 274 yard, tre touchdown e un passer rating quasi perfetto di 157,2. Con questa vittoria divenne il quarterback più giovane a vincere una gara dei playoff, con 22 anni e 102 giorni,  superando il precedente record di Michael Vick di 22 anni e 192 giorni fissato nel 2002. Eguaglió inoltre il record di touchdown passati da un rookie in una partita dei playoff, con tre. Concluse la sua annata con la partita successiva, la sconfitta 10-34 nel Divisional round contro i Baltimore Ravens testa di serie n. 1, in cui lanciò 19 completi su 33 passaggi tentati per 175 yard e nessun touchdown, terminando così una delle migliori stagioni di un quarterback rookie mai registrate. Il 30 gennaio 2024 fu convocato per il Pro Bowl dopo che Lamar Jackson scelse di non parteciparvi.
L'8 febbraio 2024, nel corso della cerimonia degli NFL Honors, Stroud fu premiato come miglior rookie offensivo dell'anno.

#### Stagione 2024

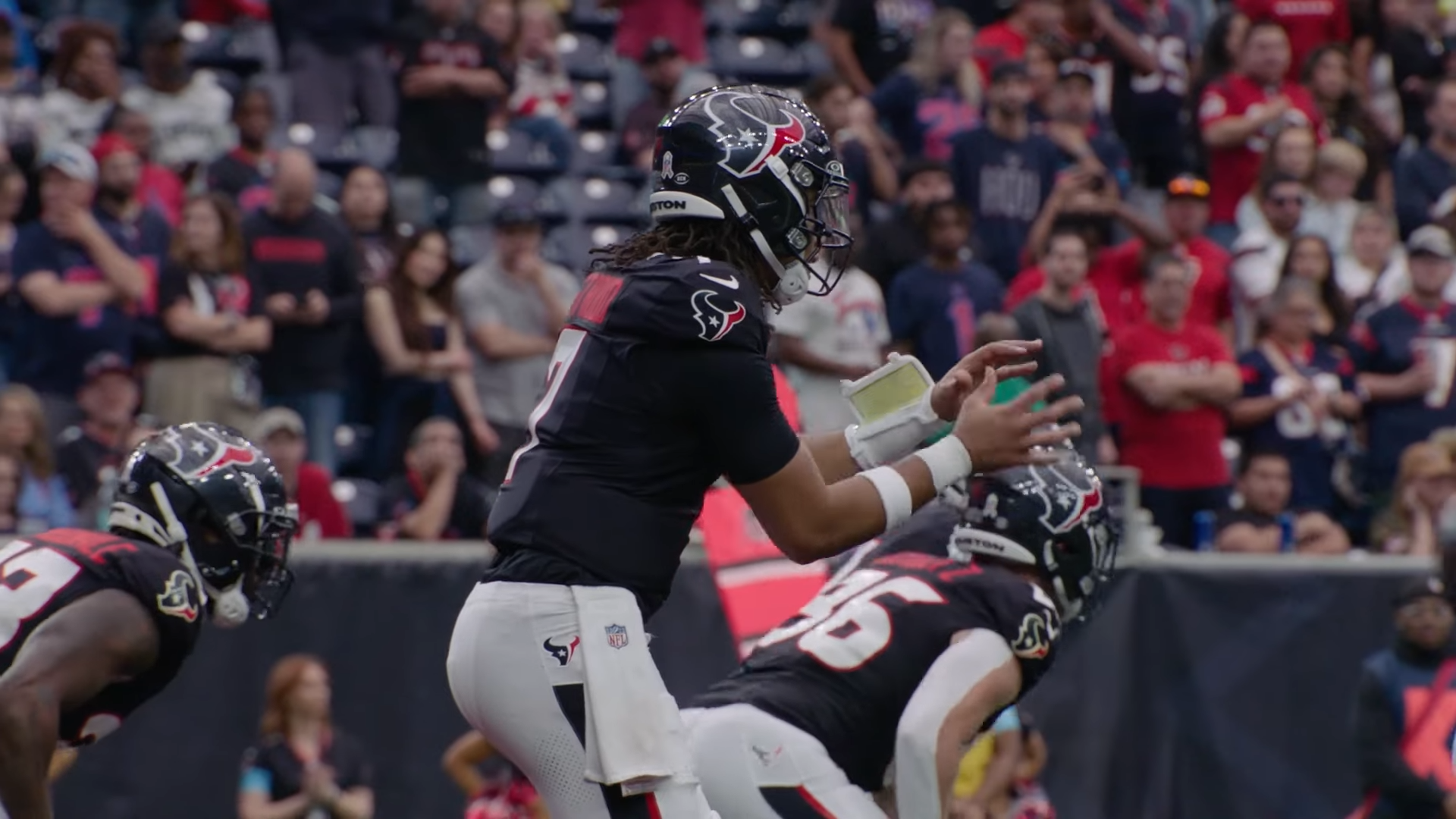
Stroud contro i Titans nel novembre 2024

Nella gara d'esordio della stagione 2024, la vittoria in trasferta 29-27 contro i rivali di divisione degli Indianapolis Colts, Stroud completò 24 passaggi dei 32 tentati per 234 yard e due touchdown, in particolare guidando due possessi da 70 yard nell'ultimo quarto di gioco entrambi terminati a meta. Nel secondo turno, la vittoria 19-16 sui Chicago Bears, completò 23 lanci per 260 yard e un touchdown. Al termine dell'incontro Stroud si fermò a consolare il quarterback avversario, il rookie prima scelta assoluta del Draft NFL 2024 Caleb Williams, protagonista in partita di una prestazione deludente con sette sack subiti e due intercetti lanciati. Nella gara del terzo turno i Texans furono travolti 7-34 dai Minnesota Vikings con Stroud che completó 20 lanci su 31 tentati per 215 yard, un touchdown e due intercetti, lasciando poi spazio nell'ultima parte di gara, col risultato ormai compromesso, al quarterback di riserva Davis Mills. Nella gara successiva Stroud guidò i Texans alla vittoria 24-20 in rimonta sui rivali di divisione dei Jacksonville Jaguars, lanciando per 345 yard, con 27 passaggi completati su 40 tentati, un passer rating di 110,9 e due touchdown passati di cui l'ultimo a 18 secondi dal termine della partita che diede il sorpasso e la vittoria alla squadra di Houston.
Nella settimana 15 Stroud passò due touchdown a Nico Collins nella vittoria sui Miami Dolphins che diede ai Texans il titolo di division. Chiuse la sua seconda stagione regolare con 3.727 yard passate, una percentuale di completamento del 63,2, 20 touchdown, 12 intercetti e 87,0 di passer rating, subendo 52 sack, tutti numeri in calo rispetto alla sua prima stagione di successo. Nel primo turno di playoff i Texans affrontarono i Los Angeles Chargers, con Stroud che completò 22 passaggi su 33, con un touchdown e un intercetto, nella vittoria per  32–12 in casa. La stagione di Houston si chiuse la settimana successiva perdendo per 23–14 contro i Chiefs.

## Palmarès
- Convocazioni al Pro Bowl: 1

2023
- Giocatore offensivo della AFC del mese: 1

novembre 2023
- Giocatore offensivo della AFC della settimana: 2

9ª e 18 del 2023
- Rookie offensivo dell'anno - 2023
- Rookie offensivo del mese: 2

settembre e novembre 2023
- Quarterback della settimana: 1

9ª del 2023
- Rookie della settimana: 3

9ª, 10ª e 18ª del 2023
- PFWA All-Rookie Team - 2023

## Statistiche

### Stagione regolare
| 2023     | HOU      | 15 | 15 | 319 | 499   | 63,9 | 4 108 | 8,2 | 75 | 23 | 5  | 100,8 | 39 | 167 | 4,3 | 16 | 3 | 38 | 331 | 8  | 4 | 9-6-0   |
| 2024     | HOU      | 17 | 17 | 336 | 532   | 63,2 | 3 727 | 7,0 | 67 | 20 | 12 | 87,0  | 52 | 233 | 4,5 | 25 | 0 | 52 | 408 | 6  | 4 | 10-7-0  |
| Carriera | Carriera | 32 | 32 | 655 | 1 031 | 63,5 | 7 835 | 7,6 | 75 | 43 | 17 | 93,7  | 91 | 400 | 4,4 | 25 | 3 | 90 | 739 | 14 | 8 | 19-13-0 |

### Play-off
| 2023     | HOU      | 2 | 2 | 35 | 54  | 64,8 | 449 | 8,3 | 76 | 3 | 0 | 109,3 | 4  | 10 | 2,5 | 7  | 0 | 0  | 0  | 0 | 0 | 1-1 |
| 2024     | HOU      | 2 | 2 | 41 | 61  | 67,2 | 527 | 8,6 | 41 | 1 | 1 | 97,2  | 12 | 84 | 7,0 | 28 | 0 | 11 | 79 | 0 | 0 | 1-1 |
| Carriera | Carriera | 4 | 4 | 76 | 115 | 66,1 | 976 | 8,5 | 76 | 4 | 1 | 100,5 | 16 | 94 | 5,9 | 28 | 0 | 11 | 79 | 0 | 0 | 2-2 |

Fonte: Pro-Football-Reference
Statistiche aggiornate alla stagione 2024

### Record NFL

#### Record da rookie
- Maggior numero di yard passate da un rookie nelle prime due gare da titolare senza intercetti, con 626 yard.[68]
- Primo giocatore con 1.200 yard passate senza nessun intercetto nelle sue prime quattro gare in carriera.[69]
- Maggior numero di passaggi tentati senza un intercetto nelle prime gare in carriera, con 192 passaggi.[70][33]
- Maggior numero di yard passate da un rookie in una singola partita (contro i Tampa Bay Buccaneers nella settimana 9 del 2023), con 470 yard.[71][72]
- Maggior numero di touchdown passati in una singola gara da un rookie quarterback, con 5 touchdown (primato condiviso con Ray Buivid, Matthew Stafford, Jameis Winston, Deshaun Watson e Daniel Jones).[72]
- Quarterback più giovane a vincere una gara dei playoff, con 22 anni e 102 giorni.[51]
- Maggior numero di touchdown passati in una singola gara dei playoff da un rookie quarterback, con tre (record condiviso con altri tre giocatori).[52]

### Record con i Texans

#### Record da rookie
- Maggior numero di yard passate nella stagione da rookie, con 4.108 yard (2023).
- Maggior numero di touchdown passati nella stagione da rookie, con 23 touchdown (2023).